# محمدعلی یحیوی
محمدعلی یحیوی (زادهٔ ۲ فروردین ۱۳۴۱) یک بازیکن سابق و مربی فوتبال اهل ایران است.
این دروازه‌بان افتخار حضور در فینال لیگ قهرمانان آسیا ۹۹–۱۹۹۸ را داشته است. یحیوی در این سال به عنوان گلر استقلال در فینال به مصاف تیم جوبیلو ایواتا رفت که با دریافت دو گل از این تیم ژاپنی به مقام دومی بسنده کردند.

## افتخارات
استقلال تهران
قهرمان جام حذفی فوتبال ایران ۷۵–۱۳۷۴
قهرمان لیگ فوتبال  ۷۷–۱۳۷۶
نایب قهرمان جام باشگاه‌های آسیا ۹۹–۱۹۹۸
نایب قهرمان لیگ فوتبال ایران  ۷۸–۱۳۷۷
نایب قهرمان جام حذفی فوتبال ایران ۷۸–۱۳۷۷